# Aaron Wiggins
Aaron Daniel Wiggins (Greensboro, Carolina del Norte, 2 de enero de 1999) es un jugador de baloncesto estadounidense que pertenece a la plantilla de los Oklahoma City Thunder de la NBA. Con 1,96 metros de estatura, juega en la posición de escolta.

## Trayectoria deportiva

### Universidad
Jugó tres temporadas con los Terrapins de la Universidad de Maryland, en las que promedió 11,0 puntos, 4,6 rebotes y 1,6 asistencias por partido. En su temporada sophomore, promedió 10,4 puntos, 4,9 rebotes y 1,4 asistencias por partido y fue nombrado mejor sexto hombre de la Big Ten Conference.
El 9 de abril de 2021 se declaró elegible para el draft de la NBA, pero sin contratar agente, manteniendo su elegibilidad universitaria, pero posteriormente decidió permanecer en el draft.

#### Estadísticas
| Año     | Equipo   | PJ | PT | MPP  | %TC  | %3P  | %TL  | RPP | APP | ROB | TPP | PPP  |
| ------- | -------- | -- | -- | ---- | ---- | ---- | ---- | --- | --- | --- | --- | ---- |
| 2018–19 | Maryland | 34 | 4  | 23.5 | .385 | .413 | .867 | 3.3 | .8  | .8  | .2  | 8.3  |
| 2019–20 | Maryland | 31 | 16 | 28.6 | .377 | .317 | .717 | 4.9 | 1.4 | .8  | .4  | 10.4 |
| 2020–21 | Maryland | 31 | 30 | 33.0 | .446 | .356 | .772 | 5.8 | 2.5 | 1.1 | .5  | 14.5 |
| Total   | Total    | 96 | 50 | 28.2 | .407 | .361 | .769 | 4.6 | 1.6 | .9  | .4  | 11.0 |

### Profesional
Fue elegido en la quincuagésimo quinta posición del Draft de la NBA de 2021 por los Oklahoma City Thunder, equipo con el que el 15 de agosto firmó un contrato dual que le permite jugar también en el filial de la G League, los Oklahoma City Blue. El 26 de diciembre de 2021 anotó 24 puntos, el máximo de su carrera, contra los New Orleans Pelicans. Acertó 8 de 10 tiros de campo y 2 de 4 triples en la victoria de los Thunder por 117-112. El 12 de febrero de 2022 los Thunder convirtieron el contrato dual de Wiggins en un acuerdo estándar de la NBA.
El 7 de julio de 2024 volvió a firmar con la franquicia un contrato multianual. Durante su cuarta temporada en Oklahoma, el 1 de febrero de 2025, anota 41 puntos ante Sacramento Kings. El 22 de junio de 2025 se proclamó campeón de la NBA por primera vez en su carrera tras vencer a Indiana Pacers en la Final de la NBA (4-3).

## Estadísticas de su carrera en la NBA
|  | Denota temporadas en las que su equipo fue Campeón de la NBA |

### Temporada regular
| Año     | Equipo        | PJ  | PT | MPP  | %TC  | %3P  | %TL  | RPP | APP | ROB | TPP | PPP  |
| ------- | ------------- | --- | -- | ---- | ---- | ---- | ---- | --- | --- | --- | --- | ---- |
| 2021-22 | Oklahoma City | 50  | 35 | 24.2 | .463 | .304 | .729 | 3.6 | 1.4 | .6  | .2  | 8.3  |
| 2022-23 | Oklahoma City | 70  | 14 | 18.5 | .512 | .393 | .831 | 3.0 | 1.1 | .6  | .2  | 6.8  |
| 2023-24 | Oklahoma City | 78  | 4  | 15.7 | .562 | .492 | .789 | 2.4 | 1.1 | .7  | .2  | 6.9  |
| 2024-25 | Oklahoma City | 76  | 26 | 22.9 | .488 | .383 | .831 | 3.9 | 1.8 | .8  | .2  | 12.0 |
| Total   | Total         | 274 | 79 | 20.0 | .504 | .389 | .794 | 3.2 | 1.3 | .7  | .2  | 8.6  |

### Playoffs
| Año   | Equipo        | PJ | PT | MPP  | %TC  | %3P  | %TL  | RPP | APP | ROB | TPP | PPP |
| ----- | ------------- | -- | -- | ---- | ---- | ---- | ---- | --- | --- | --- | --- | --- |
| 2024  | Oklahoma City | 10 | 0  | 15.7 | .489 | .300 | .909 | 3.2 | 1.0 | .6  | .3  | 6.2 |
| 2025  | Oklahoma City | 22 | 0  | 13.8 | .395 | .362 | .765 | 2.3 | .9  | .5  | .3  | 6.0 |
| total | total         | 32 | 0  | 14.4 | .422 | .348 | .821 | 2.6 | .9  | .5  | .3  | 6.1 |